# Steppage
Le steppage (en anglais : steppage gait ou footdrop gait) est une anomalie de la marche due à une atteinte nerveuse, caractérisée par une démarche particulière :
- la pointe du pied est constamment abaissée ;
- le patient relève très haut sa jambe et son genou à chaque pas pour ne pas toucher le sol avec la pointe du pied. La flexion de la cuisse sur le bassin est anormalement importante.

Ou bien, et plus spécifiquement en neurologie centrale :
- le patient avance sa jambe avec le pied qui traîne au sol tout du long de la phase oscillante.

Le steppage est dû à une atteinte nerveuse entraînant une paralysie des muscles releveurs du pied et des orteils, notamment le muscle tibial antérieur, le muscle court extenseur des orteils et le muscle long extenseur des orteils.
On retrouve le steppage dans toutes les neuropathies avec atteinte motrice atteignant les muscles de la loge antéro-externe de la jambe. Les causes des neuropathies sont multiples. Le steppage peut aussi apparaître dans certaines myopathies distales ou généralisées, comme chez des patients atteints de DFSH (dystrophie facio-scapulo-humérale).
Le traitement est celui de la neuropathie. Les steppages secondaires peuvent être appareillés avec une orthèse maintenant le pied à angle droit.